# 서울세검정초등학교
서울세검정초등학교는 대한민국 서울특별시 종로구 신영동에 있는 공립 초등학교이다.

### 교화

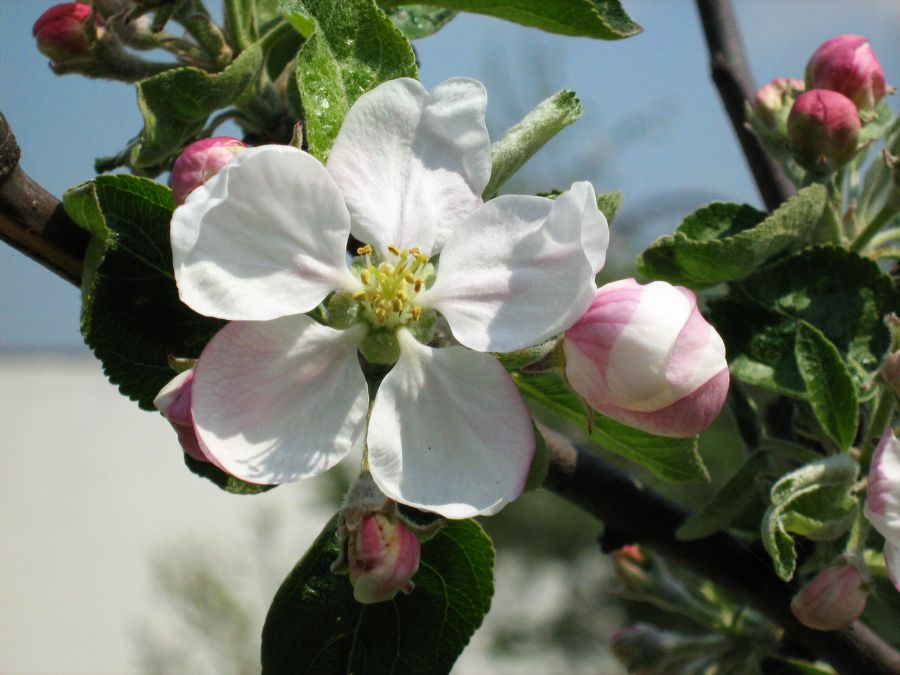
능금꽃

### 교목

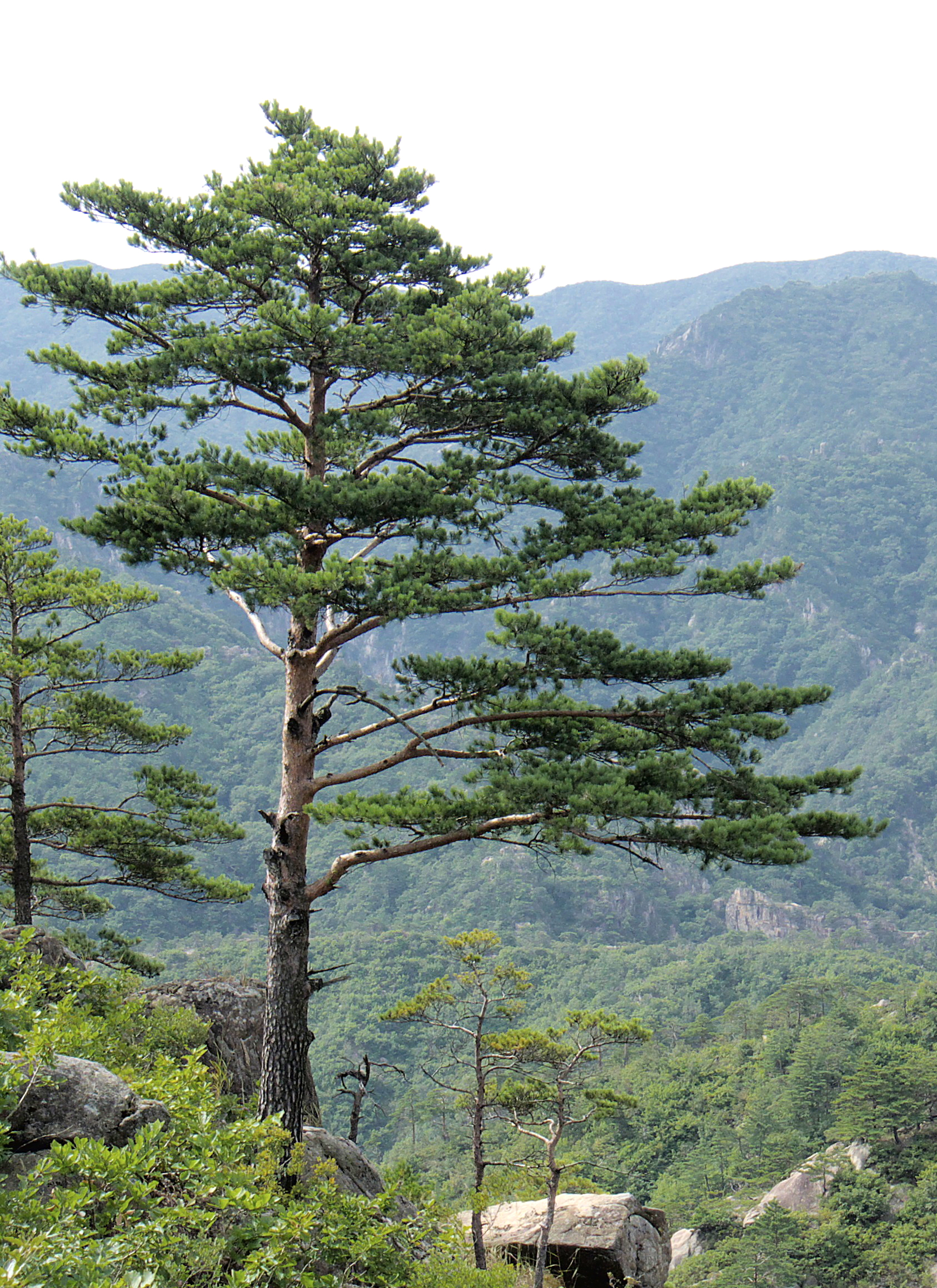
소나무

## 학교 연혁
- 1948년 11월 24일: 개교
- 1949년 12월 24일: 본관 신축
- 1950년 6월 28일: 6.25사변 휴교
- 1953년 9월: 교가 제정 (박명석 작)
- 1954년 9월: 교표 제정
- 1962년 12월 4일: 동관 신축 준공
- 1966년 10월 4일: 후관 신축 골격 완성
- 1995년 12월 4일: 학교 급식실 개관
- 1998년 12월 18일: 본관 준공
- 1999년 8월 25일: 세검정 50년사 발행
- 1999년 11월: 강당 준공
- 2004년 9월 15일: 학교도서관 개관
- 2009년 8월 20일: 전교실 공기청정기 설치
- 2012년 3월 1일: 교육실습협력학교 운영
- 2014년 9월 14일: 화장실 리모델링
- 2014년 10월 24일: 학교인성교육실천 표창(교육장)
- 2015년 6월: 도농교류협력사업 실시 (~10월)
- 2015년 7월: 3~6학년 책걸상 교체 (~10월)
- 2015년 12월 8일: 진로교육 우수학교 표창(교육감)
- 2015년 12월 30일: 문화예술교육 우수학교 표창(교육감)
- 2016년 2월 26일: 전교생 신발장 구비
- 2016년 3월 1일: 제36학급 편성 (일반35, 특수1)
- 2016년 6월 20일: 1~6학년 전체 악기 교육 실시
- 2016년 8월 23일: LED전등 설치 및 천정 석면 철거
- 2016년 9월 28일: 체육관 무대 시설 개선 공사
- 2016년 10월 10일: 후관 외벽 개선 공사
- 2016년 10월 24일: 화장실 개선 공사
- 2016년 11월 30일: 음악발표회 (~12월 2일)
- 2017년 1월 15일: 본관 내진 공사 실시
- 2017년 2월 17일: 제66회 졸업식
- 2017년 3월 1일: 26대 새 교장 취임
- 2017년 3월 1일: 제38학급 편성 (일반37, 특수1)
- 2017년 3월 27일: 교실 롤스크린 설치
- 2017년 5월 17일: 칠판 교체
- 2017년 5월 22일: 숙직실 환경개선 및 후관 방충망 설치
- 2017년 7월 12일: 본관 방충망 및 샤워시설 설치
- 2017년 8월 9일: 교실 후면 게시판 교체
- 2017년 12월 15일: 여직원 휴게실 설치
- 2017년 12월 31일: 학생건강 증진 우수학교 표창(교육감)
- 2018년 1월 18일: 공기청정기 추가 설치
- 2018년 2월 14일: 제67회 졸업식
- 2018년 2월 22일: 디딤돌 교실 리모델링 공사
- 2018년 2월 23일: 방송시설 배선 및 장비 교체 공사
- 2018년 2월 26일: 본관 복도 도장(2~5층) 및 후관 교실 내부 도장 공사, 교내 방송장비 교체 공사
- 2018년 2월 28일: 소방시설 개선 공사
- 2018년 3월 1일: 제37학급 편성 (일반36, 특수1)
- 2018년 6월 8일: 체육관 및 운동장 방송장비 교체 공사
- 2018년 6월 30일: 재활용활성화 우수기관 표창(서울시장상)
- 2018년 10월 28일: 본관 지하 2층~지상 1층 복도 계단 도색 공사
- 2018년 11월 7일: 본관 화장실 개선 및 양치대 설치 공사
- 2018년 11월 7일: 음악발표회 (~11월 9일)
- 2018년 11월 23일: CCTV 추가 설치
- 2018년 12월 31일: 식생활교육 우수학교 표창(교육감)
- 2019년 2월 15일: 제68회 졸업식
- 2019년 3월 1일: 제37학급 편성
- 2019년 3월 2일: 돌봄4실 겸용교실 공사, 컴퓨터실 분리, 교실1실(과학2실) 신설
- 2019년 6월 30일: 꿈마루 체육실 공사
- 2019년 11월 6일: 음악발표회 (~11월 8일)
- 2019년 11월 27일: 도란도란 쉼터 설치
- 2019년 12월 30일: 교육과정 운영 우수학교 표창(교육장), 마을연계 교육활동 운영 우수학교 표창(교육장)
- 2020년 1월 30일: 공기청정기 추가 설치
- 2020년 2월 11일: 제69회 졸업식
- 2020년 3월 1일: 제37학급 편성
- 2022년 1월 6일: 제72회 졸업식
- 2023년 3월 1일: 제37학급 편성

## 문화재
서울 장의사지 당간지주는 서울특별시 종로구 신영동, 서울세검정초등학교에 있는, 남북국 시대 신라의 당간지주이다. 1963년 1월 21일 보물 제235호로 지정되었다.

## 참고 자료
- 서울세검정초등학교 - 한국교육학술정보원 학교알리미